# Pełczyce
Pełczyce, tyska: Bernstein, är en småstad i nordvästra Polen, belägen i distriktet Powiat choszczeński i Västpommerns vojvodskap, omkring 40 km norr om Gorzów Wielkopolski. Tätorten har 2 649 invånare (år 2014) och är centralort i en stads- och landskommun, Gmina Pełczyce, med sammanlagt 7 987 invånare.

## Geografi
Staden ligger i södra delen av Västpommerns vojvodskap, norr om sjön Pełcz vid två mindre sjöar. I utkanten av kommunen passerar floderna Mała Ina och Płonia. Barlinek ligger 8 km åt sydväst och Gorzów Wielkopolski omkring 40 kilometer söderut.

## Historia
Under början av 1200-talet grundades ett kloster i "Berensteiner Land", som då tillhörde markgrevskapet Brandenburg. Med biskopen av Cammins välsignelse kom markgreven Albrekt III av Brandenburg att 1290 skänka klostret till nunnorna i cisterciensorden. I samband med donationsbrevet omnämns Bernstein som stad för första gången. År 1315 sålde markgreve Valdemar av Brandenburg staden och Bernsteiner Land till hertig Otto I av Pommern för 7000 silvermark. Under Albrekt Akilles av Brandenburgs fälttåg mot Pommern återerövrades staden 1448 av Brandenburg. 1485 förlänades slottet till adelssläkten von Waldow, 1517 införlivades även staden i förläningen. Staden drabbades hårt av stora stadsbränder 1568 och 1578.
Det trettioåriga kriget innebar här liksom i stora andra delar av Brandenburg en betydande tillbakagång. 1727 drabbades staden åter av en stadsbrand. 1728 gick släkten von Waldows gods i konkurs och egendomen återgick till den preussiska kronan. Samma år brann staden åter, och stadsarkivet och kyrkböckerna gick därvid förlorade. Sjuårskriget innebar avsevärda skador, då staden plundrades av ryska kosacker under general von Tottleben. Även Napoleonkrigen medförde förstörelse av franska trupper som drog genom området.
Efter den stora preussiska förvaltningsreformen efter Napoleonkrigen kom Bernstein att administrativt inordnas i Kreis Soldin i den preussiska provinsen Brandenburg, fram till 1945. Därigenom blev staden även del av Tyska kejsardömet 1871.
1814 och 1820 såldes stora delar av den omgivande skogen till skogsentreprenörer från Stettin och Hamburg, som avverkade den och lät odla upp stora nya ytor. Nya gods uppstod i området, samtidigt som delar av området gavs i kompensation till Bernsteins borgare istället för skogsrättigheterna. Staden fick ett ekonomiskt uppsving i mitten av 1800-talet, då den jordbruksinriktade ekonomin expanderade samtidigt som staden anslöts till järnvägen Küstrin–Arnswalde.
Staden ockuperades av röda armén i januari 1945 under andra världskrigets slutskede och ställdes under Folkrepubliken Polens förvaltning genom Potsdamöverenskommelsen. De kvarvarande tysktalande invånarna i regionen som inte flytt under kriget tvångsförflyttades över Oder av den nya polska civila förvaltningen. Efter krigsslutet återbefolkades regionen av inflyttade flyktingar från de tidigare polska områdena öster om Curzonlinjen, samt av polsktalande bosättare från centrala Polen.

## Kommunikationer
Staden ligger vid den nord-sydliga regionala vägen DW 151, mellan Świdwin och Gorzów Wielkopolski.